# Colimação

Na imagem inferior, a luz foi colimada.

A colimação é o processo de tornar paralelas, com a maior precisão possível, as trajetórias de determinadas partículas de determinados feixes, estes podem ser eletrônicos, luminosos, linhas de fluxo eletromagnético, etc. Luz colimada é luz cujos raios são quase paralelas, e portanto, espalhando-se lentamente à medida que tais se progagam. A palavra é relacionada com "colinear", e significa que, idealmente, luz não espalha-se com distância, com, na prática, mínima dispersão ocorrendo. Um raio totalmente colimado não pode ser criado devido à difração, mas luz pode ser aproximadamente colimada através de um colimador, ou outros processos.
Na eletrônica, por exemplo, num tubo de raios catódicos, é necessária a colimação do feixe eletrônico para que se possa ter um ponto preciso no anteparo (Ecrã) da tela. Na óptica a colimação é necessária para tornar paralelos os raios de um feixe luminoso.
Nos telescópios ópticos o processo é utilizado para alinhar seus componentes (Espelhos, lentes). Caso não haja o alinhamento, as imagens ficarão deformadas, comprometendo assim a observação.
No caso de equipamentos médicos, por exemplo a ressonância magnética nuclear ou mesmo em equipamentos de radiologia como os tomógrafos, os erros de colimação podem induzir erros de diagnóstico, daí a necessidade da maior precisão possível no paralelismo do feixe.

## Etimologia
A palavra "colimar" se origina do verbo latino collimare, que se originou de um erro de leitura de collineare, "direcionar em linhas paralelas".